# Drusilla cavicollis
Drusilla cavicollis är en skalbaggsart som först beskrevs av Thomas Casey 1906.  Drusilla cavicollis ingår i släktet Drusilla och familjen kortvingar. Inga underarter finns listade i Catalogue of Life.